# Línea Ávila-Salamanca
La línea Ávila-Salamanca es una línea férrea de ancho ibérico que pertenece a la red ferroviaria española. Tiene una longitud de 111,1 kilómetros y comunica las ciudades de Ávila y Salamanca pasando por Peñaranda de Bracamonte. 
Según la catalogación de Adif es la línea 122.

## Historia
El proyecto que contemplaba la construcción de un ferrocarril entre Salamanca y Peñaranda de Bracamonte fue aprobado en 1883, iniciándose las obras cinco años después en esta última localidad con una ceremonia oficial.
La línea fue construida sobre la base de los siguientes tramos:
- Salamanca-Peñaranda de Bracamonte, de 39,8 kilómetros, abierto al tráfico en 1894;
- Peñaranda de Bracamonte-San Pedro del Arroyo, de 36,3 kilómetros, abierto al tráfico en 1924;
- San Pedro del Arroyo-Ávila, de 35 kilómetros, abierto al tráfico en 1926;

En la construcción de la línea intervino una empresa privada de capital británico, la Madrid and Portugal direct Railway (Avila and Salamanca) Limited, que realizó los 40 primeros kilómetros del trazado. Sin embargo, el Estado tuvo que asumir la construcción del resto de la línea ante la incapacidad de la anterior de concluirla. El tramo San Pedro del Arroyo-Ávila fue inaugurado el 30 de septiembre de 1926, contando con la asistencia del general Miguel Primo de Rivera. Con la finalización de este tramo la línea en su totalidad quedó completada. La gestión de la misma pasó al organismo de Explotación de Ferrocarriles por el Estado, que en 1928 transfirió la línea a la recién creada Compañía Nacional de los Ferrocarriles del Oeste.
En 1941 la línea pasó a integrarse en la Red Nacional de los Ferrocarriles Españoles (RENFE).
A finales de 2004, con la división de RENFE en Renfe Operadora y Adif, la línea pasó a depender de esta última.